# Polimorfismo (biologia)

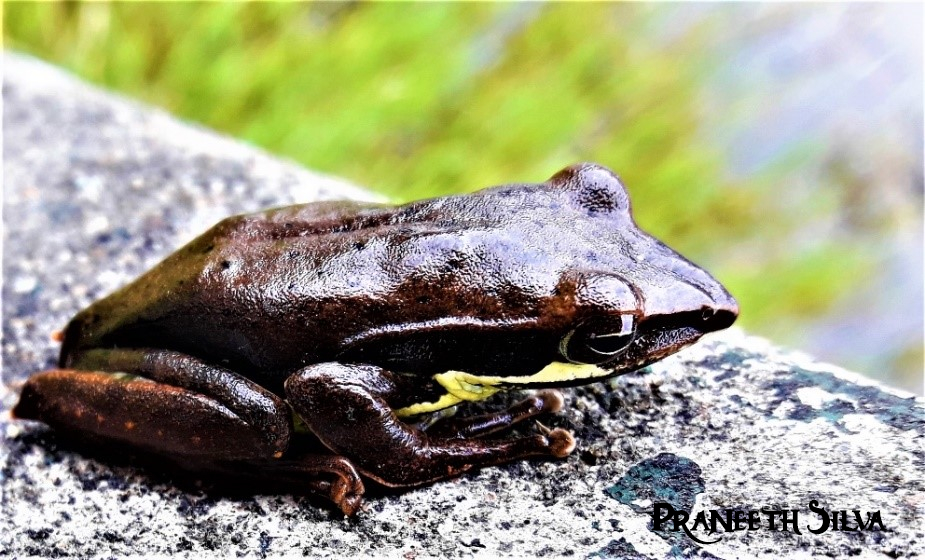
Esemplare di Taruga eques, specie di rana che presenta un vistoso polimorfismo attraverso manti dorsali che variano dal giallo al marrone scuro

Il polimorfismo in biologia si verifica quando due o più fenotipi diversi esistono contemporaneamente in almeno l'1% degli individui nella stessa popolazione. Per essere classificati come tali, i polimorfismi devono occupare allo stesso tempo lo stesso habitat e appartenere ad una popolazione panmittica (cioè soggetta ad accoppiamento casuale).
Il polimorfismo è comune in natura, legato alla biodiversità, alla variabilità genetica e alla capacità di adattamento. Gli esempi più comuni sono il dimorfismo sessuale che avviene in molti organismi, le forme di mimetismo nelle farfalle, l'emoglobina umana e i gruppi sanguigni.
Il polimorfismo è conseguenza del processo evolutivo, è ereditabile, e viene modificato dalla selezione naturale. Il termine è usato anche in modo diverso dai biologi molecolari per descrivere le mutazioni puntiformi nel genotipo, come negli SNPs.

## Genetica

### Polimorfismo cromosomico
Il cariotipo è una caratteristica distintiva della specie; tuttavia molte specie sono polimorfiche per il numero e la morfologia dei cromosomi. Cromosomi soprannumerari, traslocazioni e inversioni sono presenti in molte popolazioni di piante, insetti e persino mammiferi. Ben documentate sono le inversioni in alcune popolazioni di Drosophila pseudobscura provenienti dalle regioni occidentali dell'America Settentrionale.

### Polimorfismo genetico
Si parla di polimorfismo genetico quando una variazione genetica ha una prevalenza maggiore dell'1% nella popolazione. La variazione genetica può essere determinata da sostituzioni, delezioni o inserzioni di basi nel DNA e può riguardare regioni codificanti e regioni non codificanti.
I loci polimorfici sono quelli per i quali almeno il 2% della popolazione risulta eterozigote.
Le conseguenze di questi polimorfismi possono essere silenti con una variazione proteica con la stessa funzione, oppure una variazione nella sequenza aminoacidica che non altera la struttura della proteina e infine non silenti quando si avrà un cambiamento del fenotipo, ad esempio si avranno proteine modificate la cui funzione risulterà alterata.
Il polimorfismo genetico è attivamente e costantemente mantenuto nelle popolazioni per selezione naturale, a differenza dei polimorfismi transitori in cui una forma viene progressivamente sostituito da un'altra.

### Identificazione dei polimorfismi
Il processo di determinazione dei polimorfismi genetici di un individuo è noto come genotipizzazione. Uno dei primi metodi utilizzati per la genotipizzazione riguardava non i geni ma le proteine polimorfiche conosciute come isoenzimi, o isozimi. Gli isoenzimi sono forme diverse di una proteina, che hanno una composizione di aminoacidi leggermente differente. Dal momento che la composizione aminoacidica di una proteina è geneticamente programmata dalla sequenza di DNA che la codifica, l'analisi degli isoenzimi rileva un polimorfismo genetico. Poiché queste differenze nella composizione in aminoacidi possono originare proteine che hanno diverse cariche elettriche, i polimorfismi isoenzimi vengono identificati con l'estrazione di proteine da un organismo e separati con elettroforesi su gel, una tecnica utilizzata anche per studiare i polimorfismi del DNA.
Un metodo di rilevazione precoce dei polimorfismi del DNA ancora in uso utilizza enzimi di restrizione. Questi enzimi batterici tagliano il DNA in sequenze specifiche di riconoscimento. Gli enzimi di restrizione spaccano il DNA in una serie di frammenti che possono essere separati mediante elettroforesi su gel. Alcuni polimorfismi alterano le sequenze di riconoscimento, in modo che l'enzima non riconosce più un sito o riconosce un nuovo sito. Questo si traduce in una nuova serie di frammenti di DNA che possono essere paragonati ad altri per rilevare le differenze. Queste differenze si chiamano polimorfismi da lunghezza dei frammenti di restrizione (RFLP).

### Classi di polimorfismi del DNA
Una classe importante di DNA polimorfico sono gli elementi genetici ripetitivi. Queste sequenze consistono di ripetizioni diverse all'interno di una sequenza di DNA, che in genere non codificano per una proteina o hanno precisi requisiti di dimensione e sequenza. Ad esempio, due coppie di basi come la citosina (C) e l'adenina (A), possono essere trovate più volte insieme, determinando una sequenza "CACACACA". Se un'altra copia di questa sequenza fosse "CACA" (due coppie di CA più corte), questa sequenza sarebbe polimorfica. Gli elementi genetici ripetitivi includono i microsatelliti o STR (ripetizioni brevi in tandem) e i minisatelliti o VNTR (numero variabile di ripetizioni in tandem), che si distinguono principalmente sulla base del pattern di dimensione e di ripetizione: la sequenza ripetuta nei microsatelliti varia da due a sei basi, mentre in un VNTR si va da undici a sessanta paia di basi.
Le differenze in singole paia di basi sono note invece come polimorfismi a singolo nucleotide (SNP), e possono essere rilevati attraverso il sequenziamento del DNA, l'analisi RFLP, e altri metodi come la PCR allele-specifica e l'ibridazione del DNA allele-specifico. Molte RFLP sono dovute a polimorfismi di singoli nucleotidi. Ci sono centinaia di migliaia di loci SNP in tutto il genoma umano, che lo rende particolarmente utile per la mappatura dei geni delle malattie umane.

## Esempi

### Dimorfismo sessuale
La maggior parte degli eucarioti utilizza la riproduzione sessuale, cioè la combinazione genetica solo tra due forme individuali sessualmente differenziate. Tuttavia, anche se i due sessi sono identici in apparenza, la divisione in due sessi è un dimorfismo, anche se criptico. Questo perché il fenotipo di un organismo comprende i suoi organi sessuali e i suoi cromosomi, e tutti i comportamenti associati alla riproduzione. Così la ricerca sul dimorfismo sessuale ha affrontato due questioni: il vantaggio del sesso in termini evolutivi e il ruolo della differenziazione sessuale visibile.
Tra le tante questioni coinvolte, esiste un ampio consenso sul seguente punto: il vantaggio della riproduzione sessuata e di quella ermafrodita rispetto alla riproduzione asessuata sta nel modo in cui la ricombinazione aumenta la diversità genetica della popolazione che ne deriva. Il vantaggio della riproduzione sessuale rispetto a quella ermafrodita, invece, non è così chiara. Nelle forme che hanno due sessi separati, le combinazioni di individui dello stesso sesso sono escluse dall'accoppiamento, il che fa diminuire la quantità di diversità genetica di almeno due volte rispetto agli ermafroditi. Quindi, perché quasi tutte le specie sono sessualmente dimorfiche (cioè "costituite da due forme individuali dotate di sesso differenziato, maschile o femminile"), considerato che, da un lato, il processo asessuale è quantitativamente più efficiente e semplice, mentre, dall'altro lato, gli ermafroditi producono una discendenza qualitativamente molto più diversificata?
È stato suggerito che la differenziazione in due sessi ha dei vantaggi evolutivi che consentono ai cambiamenti di concentrarsi nella parte maschile della popolazione e al tempo stesso preservano l'attuale distribuzione genotipica nelle femmine. [31]. Ciò consente alla popolazione di rispondere meglio alle infezioni, al parassitismo, alla predazione e altri pericoli presenti nell'ambiente.

### Gruppi sanguigni umani
Tutti i tipi di sangue comune, come il sistema AB0, sono polimorfismi genetici. I genotipi sono A, B, AB, 0 e sono presenti in tutte le popolazioni umane, ma variano in proporzione nelle diverse parti del mondo. I fenotipi sono controllati da alleli multipli in un locus. Questi polimorfismi non sono mai apparentemente eliminati dalla selezione naturale; la ragione è venuta da uno studio delle statistiche delle malattie.
La ricerca statistica ha dimostrato che i diversi fenotipi sono più o meno portati a tollerare una varietà di malattie. Ad esempio, la suscettibilità di una persona affetta da colera (o altre infezioni diarroiche) è correlata al loro gruppo sanguigno: quelli con gruppo sanguigno 0 sono i più sensibili, mentre quelli di tipo AB sono i più resistenti. Tra questi due estremi ci sono i gruppi sanguigni A e B, con il tipo A che è più resistente del tipo B. Questo suggerisce che gli effetti pleiotropici dei geni creano forze selettive che si oppongono, mantenendo così un equilibrio. La distribuzione geografica dei gruppi sanguigni (le differenze nella frequenza dei geni tra le popolazioni) è sostanzialmente coerente con la classificazione delle "razze", sviluppata dai primi antropologi sulla base delle caratteristiche visibili.

### Anemia falciforme
Tale equilibrio è mostrato più semplicemente nell'anemia falciforme, che si trova soprattutto nelle popolazioni tropicali in Africa e in India. Un individuo omozigote per l'emoglobina falciforme recessiva, HgbS, ha una breve aspettativa di vita, mentre l'aspettativa di vita dell'emoglobina standard (HgbA) omozigote ed anche eterozigote è la normale (anche se gli individui eterozigoti avranno problemi periodici). La variante falciforme sopravvive nella popolazione perché l'eterozigote è resistente alla malaria e il parassita della malaria uccide un numero enorme di persone ogni anno. Questa è la selezione stabilizzante o polimorfismo genetico, in equilibrio tra la feroce selezione contro gli omozigoti malati falciformi e la selezione contro gli omozigoti standard HgbA dalla malaria. L'eterozigote ha un vantaggio permanente (un'elevata fitness) finché la malaria esiste; poiché l'eterozigote sopravvive, allo stesso modo l'allele HgbS sopravvive ad un tasso superiore rispetto al tasso di mutazione.

## Usi dei polimorfismi
Lo studio del polimorfismo ha molti usi in medicina, nella ricerca biologica, e nelle indagini investigative. Le malattie genetiche possono essere causate da un polimorfismo specifico. Gli scienziati possono ricercare questi polimorfismi per determinare se una persona svilupperà la malattia, o rischi di trasmetterla ai suoi figli. Oltre ad essere utile per identificare le persone a rischio per una malattia, la conoscenza dei polimorfismi può fornire informazioni preziose sul modo in cui la malattia si potrebbe sviluppare. I polimorfismi che si trovano nei pressi di un gene malattia possono essere usati per trovare il gene stesso, attraverso la mappatura. In questo processo, i ricercatori cercano polimorfismi che sono ereditati insieme alla malattia. Con la scoperta dei polimorfismi legati a regioni sempre più piccole del cromosoma, la regione cromosomica implicata nella malattia può essere progressivamente ridotta, e il gene responsabile, in ultima analisi, può essere individuato.
Analizzando i polimorfismi in maniera approfondita, è possibile identificare un essere umano con un alto grado di affidamento. Questo metodo è conosciuto come profilo genetico (o impronte digitali di DNA) e fornisce un importante strumento nelle indagini investigative. Il genotipo di una persona, o il profilo del DNA, può essere determinato da campioni molto piccoli, come quelli che possono essere lasciati sul luogo di un delitto (capelli, sangue, cellule della pelle, ecc.). Il genotipo dei campioni trovati sulla scena del crimine può quindi essere confrontato con il genotipo di un sospettato. Se corrispondono, è molto probabile che l'indagato era presente sulla scena del crimine. Attualmente, l'FBI utilizza tredici diversi loci polimorfici per l'impronta digitale del DNA. In modo simile, l'analisi dei polimorfismi può aiutare a provare o smentire la paternità nei casi in cui è contestata la responsabilità di un bambino.